# نین (الجلیل سفلی)
نِین روستایی عرب اسرائیلی در اسرائیل است و بخشی از شورای محلیِ بوستان‌المَرج در الجلیلِ سُفلی است. برپایهٔ آمارِ سازمان مرکزی آمار اسرائیل، نِین ۱٬۶۰۰ نفر در سالِ ۲۰۰۵ جمعیت داشته است.

## انجیل
از نِین در انجیل نیز یاد شده است.